# Dwapara yuga
De dwapara yuga (Devanagari:  द्वापर युग, Sanskriet: Dvāpara Yuga) is het derde van de vier hindoeïstische tijdperken of yuga's. Het volgt op treta yuga en wordt gevolgd door kali yuga. Het wordt ook wel het koperen tijdperk genoemd. Het eindigt met de dood van Krishna.
Tijdens dwapara yuga staat de stier van dharma nog op slechts twee poten. Vishnoe neemt de kleur geel aan en de Veda's worden in vier delen gescheiden:
- Rig Veda
- Sama Veda
- Yajur Veda
- Atharva Veda

Tijdens dwapara yuga floreert de wetenschap. De mensheid ervaart het spirituele aspect van rationele keuzes en nieuwe uitvindingen worden steeds gedaan, vooral uitvindingen die de illusie van afstand (tussen mensen en voorwerpen) wegnemen. De macht is voornamelijk in handen van vrouwen. Het einde van dit tijdperk wordt geassocieerd met de dood van Krishna en de gebeurtenissen als beschreven in de Mahabharata.